# Pleuraphodius simillimus
Pleuraphodius simillimus är en skalbaggsart som beskrevs av Rudolph Petrovitz 1964. Pleuraphodius simillimus ingår i släktet Pleuraphodius och familjen Aphodiidae. Inga underarter finns listade i Catalogue of Life.